# خدای خانگی

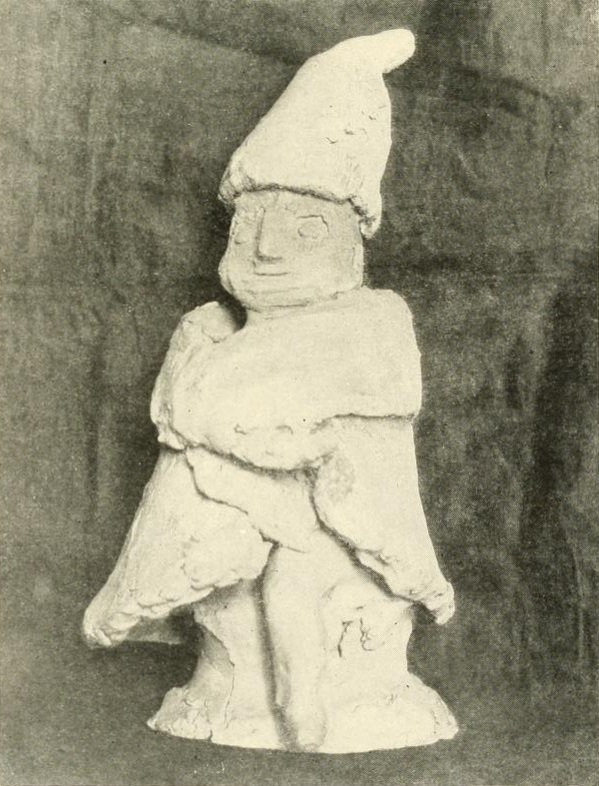
تصویر کالت بت (الوهیت) اسلاوها اوایل قرن بیستم از یک دوموویی، خدای خانگی، زادگاه خویشاوندان، در پیگنیسم اساطیر اسلاوی

خدای خانگی (انگلیسی: Household deity) الوهیت یا روحی است که از خانمان محافظت می‌کند، از کل خانوار یا اعضای کلیدی خاصی مراقبت می‌کند. این یک باور رایج در پیگنیسم و همچنین در فولکلور در بسیاری از نقاط جهان بوده‌است.